# جایزه تلویزیونی عقاب زرین چین
جایزه تلویزیونی عقاب زرین چین (انگلیسی: China TV Golden Eagle Award؛ چینی ساده: 中国电视金鹰奖) که در کشور چین به «جایزهٔ عقاب زرین» شهرت دارد، اصلی‌ترین جایزه ملی صنعت تلویزیون در کشور چین است و آن را معادل چینیِ جایزه امی در ایالات متحده آمریکا می‌دانند.
این جایزه از سال ۱۹۸۳ ایجاد شده و هر دو سال یکبار، توسط «اتحادیهٔ هنرمندان تلویزیون چین» اعطا می‌شود و برندگان توسط آراء بینندگان مشخصی می‌شوند.
«جایزهٔ عقاب زرین» به همراه «جایزه ماگنولیا» و «جایزهٔ فِـیتیان»، معتبرترین جوایز تلویزیونی کشورِ چین به‌شمار می‌آیند.